# PGC 62867
LEDA/PGC 62867, auch UGC 11415, ist eine Spiralgalaxie mit aktivem Galaxienkern im Sternbild Drache am Nordsternhimmel. Sie ist schätzungsweise 344 Millionen Lichtjahre von der Milchstraße entfernt und hat einen Durchmesser von etwa 140.000 Lichtjahren. Vom Sonnensystem aus entfernt sich das Objekt mit einer errechneten Radialgeschwindigkeit von näherungsweise 7.500 Kilometern pro Sekunde. Gemeinsam mit NGC 6786 bildet sie das wechselwirkende Galaxienpaar KPG 538.
Im selben Himmelsareal befinden sich unter anderem die Galaxien PGC 62714, PGC 63052, PGC 62985, PGC 91645.